# Reggenza di Cianjur
La Reggenza di Cianjur (in indonesiano Kabupaten Cianjur) è una reggenza (kabupaten) dell'Indonesia situata nella provincia di Giava Occidentale.